# WNBA Draft 2004
Der achte WNBA Draft fand am 17. April 2004 in den NBA Entertainment Studios in Secaucus, New Jersey, Vereinigte Staaten statt. Die Auswahlreihenfolge wurde bei einer Lotterie festgelegt.

## Der Draft 2004
Im September 2003 erklärte Gund, dass sich seine Firma aus dem WNBA-Geschäft zurückziehen wolle. Da kein neue Besitzer für das Team gefunden werden konnte, mussten die Cleveland Rockers ihren Spielbetrieb einstellen, weshalb die Spielerinnen am 6. Januar in einem Dispersal Draft von den anderen Teams der Liga gedraftet werden konnten.
Der WNBA Draft fand am 17. April 2004 in den NBA Entertainment Studios in Secaucus, New Jersey, Vereinigte Staaten statt. Als ersten Pick zogen die Mercury die US-amerikanische Diana Taurasi. Danach wählte Washington auf dem zweiten Platz Alana Beard, gefolgt von Nicole Powell auf dem dritten Platz. Insgesamt sicherten sich die 13 Franchises die Rechte an 38 Spielerinnen. Den Hauptanteil mit über drei Viertel aller Spielerinnen stellten die Vereinigten Staaten.

## Dispersal Draft
|    | Spielerin                     | Nationalität       | WNBA-Team                        | vorheriges WNBA-Team |
| -- | ----------------------------- | ------------------ | -------------------------------- | -------------------- |
| 1  | Penny Taylor (F)              | Australien         | Phoenix Mercury                  | Cleveland Rockers    |
| 2  | Chasity Melvin (C/F)          | Vereinigte Staaten | Washington Mystics               | Cleveland Rockers    |
| 3  | LaToya Thomas (F)             | Vereinigte Staaten | San Antonio Silver Stars         | Cleveland Rockers    |
| 4  | Ann Wauters (C)               | Belgien            | New York Liberty                 | Cleveland Rockers    |
| 5  | Deanna Jackson (F)            | Vereinigte Staaten | Indiana Fever                    | Cleveland Rockers    |
| 6  | Betty Lennox (G)              | Vereinigte Staaten | Seattle Storm                    | Cleveland Rockers    |
| 7  | Helen Darling (G)             | Vereinigte Staaten | Minnesota Lynx                   | Cleveland Rockers    |
| 8  | Pollyanna Johns Kimbrough (C) | Vereinigte Staaten | Houston Comets (von Connecticut) | Cleveland Rockers    |
| 9  | Mery Andrade (F)              | Portugal           | Charlotte Sting                  | Cleveland Rockers    |
| 10 | Jennifer Butler (C)           | Vereinigte Staaten | Sacramento Monarchs              | Cleveland Rockers    |
| 11 | Lucienne Berthieu (F/C)       | Frankreich         | Houston Comets                   | Cleveland Rockers    |
| 12 | Isabelle Fijalkowski (C)      | Frankreich         | Los Angeles Sparks               | Cleveland Rockers    |
| 13 | Jennifer Rizzotti (G)         | Vereinigte Staaten | Detroit Shock                    | Cleveland Rockers    |

## WNBA Draft

### Runde 1
| Pick | Spielerin              | Nationalität       | WNBA-Team           | College/Junior/Klub-Team |
| ---- | ---------------------- | ------------------ | ------------------- | ------------------------ |
| 1    | Diana Taurasi (G)      | Vereinigte Staaten | Phoenix Mercury     | Connecticut              |
| 2    | Alana Beard (G)        | Vereinigte Staaten | Washington Mystics  | Duke                     |
| 3    | Nicole Powell (G/F)    | Vereinigte Staaten | Charlotte Sting     | Stanford                 |
| 4    | Lindsay Whalen (G)     | Vereinigte Staaten | Connecticut Sun     | Minnesota                |
| 5    | Shameka Christon (G/F) | Vereinigte Staaten | New York Liberty    | Arkansas                 |
| 6    | Nicole Ohlde (C)       | Vereinigte Staaten | Minnesota Lynx      | Kansas State             |
| 7    | Vanessa Hayden (C)     | Vereinigte Staaten | Minnesota Lynx      | Florida                  |
| 8    | Chandi Jones (G/F)     | Vereinigte Staaten | Phoenix Mercury     | Houston                  |
| 9    | Ebony Hoffman (C)      | Vereinigte Staaten | Indiana Fever       | Southern California      |
| 10   | Rebekkah Brunson (F)   | Vereinigte Staaten | Sacramento Monarchs | Georgetown               |
| 11   | Iciss Tillis (C/F)     | Vereinigte Staaten | Detroit Shock       | Duke                     |
| 12   | Christi Thomas (F)     | Vereinigte Staaten | Los Angeles Sparks  | Georgia                  |
| 13   | Shereka Wright (F)     | Vereinigte Staaten | Detroit Shock       | Purdue                   |

### Runde 2
| Pick | Spielerin              | Nationalität       | WNBA-Team                | College/Junior/Klub-Team |
| ---- | ---------------------- | ------------------ | ------------------------ | ------------------------ |
| 14   | Ashley Robinson (C)    | Vereinigte Staaten | Phoenix Mercury          | Tennessee                |
| 15   | Kaayla Chones (C)      | Vereinigte Staaten | Washington Mystics       | North Carolina State     |
| 16   | Jessica Brungo (F)     | Vereinigte Staaten | Connecticut Sun          | Penn State               |
| 17   | Amisha Carter (C)      | Vereinigte Staaten | New York Liberty         | Louisiana Tech           |
| 18   | Kelly Mazzante (F)     | Vereinigte Staaten | Charlotte Sting          | Penn State               |
| 19   | Catrina Frierson (F)   | Vereinigte Staaten | Seattle Storm            | Louisiana Tech           |
| 20   | Tasha Butts (F)        | Vereinigte Staaten | Minnesota Lynx           | Tennessee                |
| 21   | Cindy Dallas (F)       | Vereinigte Staaten | San Antonio Silver Stars | Illinois                 |
| 22   | Jenni Benningfield (F) | Vereinigte Staaten | Charlotte Sting          | Vanderbilt               |
| 23   | Erika Valek (G)        | Vereinigte Staaten | Detroit Shock            | Purdue                   |
| 24   | Ugo Oha (C)            | Nigeria            | Connecticut Sun          | George Washington        |
| 25   | Doneeka Hodges (G)     | Vereinigte Staaten | Los Angeles Sparks       | LSU                      |
| 26   | Lindsay Taylor (C)     | Vereinigte Staaten | Houston Comets           | UC-Santa Barbara         |

### Runde 3
| Pick | Spielerin            | Nationalität       | WNBA-Team                | College/Junior/Klub-Team |
| ---- | -------------------- | ------------------ | ------------------------ | ------------------------ |
| 27   | Maria Villarroel (G) | Venezuela          | Phoenix Mercury          | Oklahoma                 |
| 28   | Evan Unrau (F)       | Vereinigte Staaten | Washington Mystics       | Missouri                 |
| 29   | Candace Futrell (G)  | Vereinigte Staaten | Connecticut Sun          | Duquesne                 |
| 30   | Cathy Joens (G)      | Vereinigte Staaten | New York Liberty         | George Washington        |
| 31   | Ieva Kublina (F/C)   | Lettland           | Indiana Fever            | Virginia Tech            |
| 32   | Jennifer Smith (C)   | Vereinigte Staaten | Detroit Shock            | Michigan                 |
| 33   | Amber Jacobs (G)     | Vereinigte Staaten | Minnesota Lynx           | Boston College           |
| 34   | Toccara Williams (G) | Vereinigte Staaten | San Antonio Silver Stars | Texas A&M                |
| 35   | Jia Perkins (G)      | Vereinigte Staaten | Charlotte Sting          | Texas Tech               |
| 36   | Nuria Martínez (F)   | Spanien            | Sacramento Monarchs      | Spanien                  |
| 37   | Stacy Stephens (C)   | Vereinigte Staaten | Houston Comets           | Texas                    |
| 38   | Kate Bulger (G)      | Vereinigte Staaten | Minnesota Lynx           | West Virginia            |